# 舍夫亚基夫卡
50°12′51″N 37°35′19″E / 50.21417°N 37.58861°E
舍夫亞基夫卡（烏克蘭語：Шев'яківка）是位於烏克蘭東部的村莊，由哈爾科夫州庫皮揚斯克區的維利胡瓦特卡市鎮負責管轄。該村始建於1799年，面積0.56平方公里，海拔高度167米，2001年人口33，人口密度每平方公里59人。